# シャテルロー橋
シャテルロー橋（シャテルローきょう、フランス語: Pont de Châtellerault, 英語: Châtellerault Bridge）は、フランスにある橋である。カミーユ＝ド＝オーギュ橋（カミーユ＝ドゥ＝オーギュ橋、フランス語: Pont Camille-de-Hogues）とも。

## 概要
ヴィエンヌ県のシャテルローにある。ヴィエンヌ川に架橋されている。下流には、1611年建造の石造アーチ橋、アンリ4世橋 (fr:Pont Henri-IV) があり、その東側に市街地が広がっている。橋の西側には、自動車やオートバイなどを扱った博物館 (fr:Musée auto, moto, vélo) などがある。
1892年にフランス・パリに鉄筋コンクリート構造物を専門とする会社、エヌビック社を創設したフランソワ・エヌビック (en:François Hennebique) が開発したエヌビック・システムと呼称される鉄筋コンクリート技術を用いて建造された。この橋が建造された場所は、もともと鉄橋が建設される計画が上がっていた場所であった。

## 歴史
1824年にヴィエンヌ川の西岸に軍事工場、シャテルロー兵器廠 (fr:Manufacture d'armes de Châtellerault) が建設されたことによって、シャテルローに新しく橋を建造する必要性が生じた。
1897年、兵器廠と市街地をつなぐことを目的とする橋の建設が、シャテルロー市議会で決議される。同年11月、当時の市長、カミーユ・ド・オーギュ (fr:Camille de Hogues) を長とし、技術者のアンタン (Antin) らを含む計17人からなる委員会が結成される。
1899年8月15日に着工された。建設の指揮は、ドオーグによって行われた。1900年に完成され、同年3月から4月にかけて死荷重試験が、8月に動荷重試験が行われ、9月1日に開通した。2002年11月22日、歴史的記念物に指定された。

## 構造
3径間から構成される鉄筋コンクリート造、上路式の開側アーチ橋である。橋の長さは 144 メートルである。幅員は 8 メートルである。高さは 8.15 メートルである。構造設計は、エヌビックによる。車道と歩道の併用橋である。車道は 5.0 メートルの幅員をもち、歩道は 1.5 メートルの幅員をもつ。
中央支間長は 50 メートルあり、両側径間長は 40 メートルある。鉄筋コンクリート造の橋としては、世界で最初に支間長が 50 メートルに達した。高欄は、錬鉄で造られている。この橋に使用された鉄筋は、引張強度が 42 kg/mm2 で、破断後の伸びが 20 パーセントの鋼である。